# HMS Yarmouth (F101)
La HMS Yarmouth (F101) è stata la prima fregata della classe Type 12 modificata nella classe Whitby ad entrare in servizio nella Royal Navy. Dal suo varo, nel 1960, ha svolto numerosi compiti partecipando ad operazioni militari tra cui la guerra delle Falkland del 1982, dove in quest'ultimo conflitto la fregata fu impegnata per appoggiare fuoco navale nel corso della battaglia di Mount Harriet tra l'11 e il 12 giugno. Il 13 luglio 1965 la nave entrò in collisione con il sottomarino Tiptoe 10 miglia a sud-est di Portland Bill.
Dopo la radiazione, avvenuta il 30 aprile 1986, venne trainata e affondata nell'Atlantico settentrionale dalla Manchester nel 1987 nel corso di un'esercitazione.